# Église Saint-Léger de Montfey
L'église de Montfey est une église catholique d'architecture romane située dans Aube, en France.

## Description
Le portail occidental est du XIIe siècle, l'église est bâtie sur un plan rectangulaire, entièrement voûtée avec une nef à cinq travées.

### Mobilier remarquable
Elle abrite :
- la statue de la Vierge[1] en pierre peinte soutenue par une console, au-dessus de la porte d'entrée, face à l'autel. Elle tient dans ses bras son enfant, Jésus, qui cherche à enlever la bague que sa mère porte à la main droite. Cette statue donnée par les Montfeyens se trouvait dans la chapelle de la Vierge de l'ancienne église. La console est soutenue par un ange porte écu sur lequel on voit un calice et la date « 1518 » ;
- le bénitier classé à l'inventaire des monuments historiques ;
- des fonts baptismaux du XIIe siècle[2].
- une piscine du XVIe siècle ;
- un petit tabernacle du XXe siècle ;
- à gauche de l'autel, la statue de saint Jean-Baptiste en pierre peinte qui date de 1518. Cette sculpture est un don d'un curé de la paroisse prénommé Jean ;
- la statue en bois de saint Léger à gauche du chœur[3]. ;
- à droite du chœur, la statue en bois de sainte Tanche qui naguère se trouvait près de la fontaine éponyme ;
- la statue en pierre de saint Nicolas au fond du chœur ;
- les vitraux des baies ont été déposés au Musée des beaux-arts de Troyes en 1939. Cependant derrière l'autel, dans le chevet du sanctuaire, un vitrail peint par Vincent Feste en 1868 et remplaçant un autre illustrant les mêmes thèmes, illustre la légende de saint Léger. Il est représenté distribuant le pain de la parole de Dieu, présider un concile assemblé dans son église, porter les reliques des saints autour de la ville, se livrer à ses bourreaux hors la ville, succomber, tué par un des quatre soldats envoyés pour le supprimer puis une autre scène montre Chilpéric II venant tuer saint Léger pendant un baptême.

## Histoire
Elle était au doyenné de Saint-Florentin, à la collation unique de l'évêque de Sens.
L'église Saint-Léger de Montfey du XVIe siècle fut construite grâce aux dons d'un généreux mécène. Il y épuisa toute sa fortune, mais ne put payer la construction d'un clocher ou d'une tour. Néanmoins l'édifice long de 30 m, large de 14 m (5,50 m pour l'abside) et haut de 7,50 m comprenait une nef et deux collatéraux de même hauteur, cinq travées et un campanile avec trois cloches dont deux auraient été fondues pour battre monnaie en 1790. Elle était éclairée par 18 baies fermées par des vitraux qui ont été depuis déposés à l'abri. L'édifice pouvait accueillir plus de 300 fidèles. Pendant la période révolutionnaire, on y entreposa du salpêtre. L'église tombant en ruine a été reconstruite, mais on n'en a gardé que le chœur et deux travées qui peuvent recevoir 90 personnes environ. La nouvelle construction fut bénie le 2 octobre 1955 par monseigneur Le Couédic, évêque de Troyes. On y entre par la porte principale en passant sous le porche d'où l'on peut voir à l'angle du bas-côté nord un modillon du XIIe siècle provenant de l'ancienne église qui était, vers 1350, construite à Léry. On peut aussi y pénétrer par une petite porte latérale ornée, en bas, à droite et à gauche, par deux escargots et au-dessus par un monstre ailé.
Le beffroi recouvert d'un toit pyramidal a été construit dans le cimetière attenant à l'église. Il abrite la charpente où est suspendue la cloche fondue en 1600 sur laquelle sont gravés les noms des donateurs et marraines. Elle est classée à l'inventaire des monuments historiques car c'est la seule qui, refondue sur la place du village, subsiste de l'église du XVIe siècle. La pince et le battant se trouvant environ à un mètre cinquante du sol, il est possible de les mettre en mouvement manuellement.